# Warcraft (film)
Warcraft er en episk amerikansk fantasyfilm fra 2016, baseret på Warcraft-universet og foregående i verdenen Azeroth.
Duncan Jones er filmens instruktør, som har skrevet manuskriptet sammen med Charles Leavitt. Producerne inkluderer Thomas Tull, Jon Jashni, Tessa Ross, Charles Roven, Alex Gartner, Stuart Fenegan og Chris Metzen, som har skrevet historien.
Blandt filmens medvirkende er Ben Foster, Travis Fimmel, Paula Patton, Dominic Cooper, Toby Kebbell og Rob Kazinsky.

## Historien
Filmen skildrer historien om de oprindelige møder mellem mennesker og orker, med vægt på både Alliancens og Hordens sider af konflikten. Fremtrædende figurer som Durotan og Lothar optræder og handlingen finder sted på en række forskellige lokaliteter i Warcraft-universet. Historien er dog med nogle alternative ændringer fra den originale.

## Medvirkende

### Mennesker fra Stormwind
- Travis Fimmel som Sir Anduin Lothar, protagonist og ridder i Alliancen.
- Dominic Cooper som kong Llane Wrynn af riget Stormwind.
- Ben Foster som Magna Medivh,[15] den såkaldte Guardian of Tirisfal.
- Ben Schnetzer som Khadgar, ung magiker som træner under Medivh.
- Ruth Negga som Lady Taria, dronninggemalinde af riget Stormwind.
- Dylan Schombing som Prins Varian Wrynn, søn af Llane Wrynn.

### Horden
- Toby Kebbell som Durotan, protagonist for Horden. Durotan er høvding af den forviste Frostwolf-klan. Kebbell spiller også Archmage Antonidas, lederen af magikerne i Dalaran.
- Rob Kazinsky som Orgrim Doomhammer, Blackhands højre hånd.
- Clancy Brown som Blackhand, "The Destroyer". En af de mest frygtsomme af orkerne, og senere hærchef for hele Horden.
- Daniel Wu som Gul'dan, warlock og leder af organisationen Shadow Council.
- Terry Notary som Grommash Hellscream
- Anna Galvin som Draka, Durotans kone.

### Øvrige medvirkende
- Paula Patton som halv-orken Garona Halforcen.
- Dean Redman som Varis. Redman spiller også en tilfangetaget ork.
- Burkely Duffield som Callan, Anduin Lothars søn.
- Callum Keith Rennie som Moroes, kastellan for Medivhs bolig Karazhan.
- Michael Adamthwaite, som Kong Magni Bronzebeard af Ironforge.